# Condado de Wood (Wisconsin)
El condado de Wood (en inglés: Wood County), fundado en 1856, es un condado del estado estadounidense de Wisconsin. En el año 2000 tenía una población de 75.555 habitantes con una densidad de población de 32 personas por km². La sede del condado es Wisconsin Rapids aunque la ciudad más grande es Marshfield.

## Geografía
Según la oficina del censo el condado tiene una superficie total de 2095 km² (808,9 mi²), de los que 2054 km² (793,1 mi²) son tierra y 44 km² (17,0 mi²) (2,06%) son agua.

## Condados adyacentes
- Condado de Marathon - norte
- Condado de Portage - este
- Condado de Adams - sureste
- Condado de Juneau - sur
- Condado de Jackson - suroeste
- Condado de Clark - noroeste

### Principales carreteras y autopistas
| - U.S. Autopista 10 - Carretera estatal 5 - Carretera estatal 36 - Carretera estatal 95 | - Carretera estatal 96 - Carretera estatal 97 - Carretera estatal 100 - Carretera estatal 244 - Carretera estatal 244 |

### Espacios protegidos
En este condado se encuentra la zona de protección de la vida salvaje de Mead.

## Demografía
Según el censo de 2000, había 75.555 personas, 30.135 hogares y 20.491 familias residiendo en la localidad. La densidad de población era de 37 hab./km². Había 31.691 viviendas con una densidad media de 15 viviendas/km². El 96,43% de los habitantes eran blancos, el 0,27% afroamericanos, el 0,70% amerindios, el 1,61% asiáticos, el 0,01% isleños del Pacífico, el 0,30% de otras razas y el 0,69% pertenecía a dos o más razas. El 0,94% de la población eran hispanos o latinos de cualquier raza.

## Ciudades y pueblos
| - Arpin - Auburndale - Biron - Cameron - Cary - Cranmoor | - Dexter - Grand Rapids - Hansen - Hewitt - Hiles - Lake Wazeecha | - Lincoln - Marshfield - Milladore - Nekoosa - Pittsville - Port Edwards | - Remington - Richfield - Rock - Rudolph - Saratoga - Seneca | - Sherry - Sigel - Vesper - Wisconsin Rapids - Wood |

### Comunidades no incorporadas
- Babcock
- Bethel
- Blenker
- Dexterville